# میرصدرالاسلام ترشیزی
میر صدرالاسلام ترشیزی؛ نام شاعری اهل کاشمر بوده است. از زندگی و آثار او اطلاعی در دست نیست. مؤلف تذکرهٔ هفت اقلیم می‌نویسد: وی به صنعت فراست و کتابت، اتّصاف داشته، همواره تخم جود و احسان در زمین دل طوایف انسان می‌کاشت، تا رایت رحلت به جهان باقی برافراشت. آنچه از نتایج طبعش استماع افتاده، این است:
| بهشت آن جاست که آزاری نباشد |  | کسی را با کسی کاری نباشد |
| رضای دوست می‌خواهی چنان باش  |  | که باری بر دل یاری نباشد |